# Poprzeczne zapalenie rdzenia
Poprzeczne zapalenie rdzenia (ang. transverse myelitis) – choroba neurologiczna spowodowana zapaleniem w rdzeniu kręgowym, które niszczy mielinę, przerywając komunikację między nerwami w rdzeniu a resztą ciała. Często pojawia się po zakażeniu wirusowym.

## Objawy
Zależą od tego, który odcinek rdzenia został zaatakowany – zazwyczaj jest to odcinek piersiowy. Choroba rozwija się w czasie od godzin do tygodni. Zaczyna się:
- bólem pleców (1/3-1/2 chorych),
- osłabieniem mięśni gł. rąk i nóg[1],
- nieprawidłowym czuciem[1] gł. w nogach (parestezja, nadwrażliwość na ból u 80% chorych),
- zaburzeniami oddawania moczu i kału[1].

Są to klasyczne objawy choroby. Inne objawy to skurcze mięśni, ból głowy, gorączka, utrata apetytu. Czasami dochodzi do paraliżu, problemów z oddychaniem.

## Diagnostyka
W diagnostyce różnicowej należy wziąć pod uwagę ostry uraz rdzenia kręgowego, ostre zmiany uciskowe takie jak nowotwór, zawał rdzenia.
Europejska Agencja Leków wydała w 2022 ostrzeżenie o przypadkach choroby po szczepieniach preparatami Vaxzevria (Astra Zeneca) i Ad26.COV2.S (Johnson & Johnson) i zwróciła się do lekarzy i pacjentów o czujność w razie wystąpienia objawów.

## Leczenie
Zwalcza się przyczynę uszkodzenia rdzenia, o ile udaje się ją zidentyfikować. Podaje się kortykosterydy, aby zmniejszyć zapalenie, stosuje się leczenie objawowe, m.in. przeciwbólowe oraz rehabilitację.

## Rokowanie
Zdrowienie zaczyna się w czasie od 2-16 tygodni od początku choroby i może trwać do 2 lat, choć do największej poprawy dochodzi w ciągu pierwszych 6 miesięcy. 1/3 chorych musi korzystać z wózka inwalidzkiego lub pozostaje obłożnie chora, potrzebując pomocy w codziennym funkcjonowaniu. Reszta powraca w pełni lub częściowo do zdrowia. W większości przypadków jest tylko jeden atak choroby. Nawroty choroby występują w większości u chorych z utajonymi chorobami, takimi jak stwardnienie rozsiane lub toczeń rumieniowaty układowy.

## Klasyfikacja ICD10
| kod ICD10     | nazwa choroby                                                                                                   |
| ------------- | --- |
| ICD-10: G37   | Inne choroby demielinizacyjne ośrodkowego układu nerwowego                                                      |
| ICD-10: G37.3 | Ostre poprzeczne zapalenie rdzenia kręgowego w przebiegu choroby demielinizacyjnej ośrodkowego układu nerwowego |